# Igor Augustyniak
Igor Augustyniak (ur. 3 września 2001 w Tychach) – polski hokeista.

## Kariera
- Polonia Bytom do lat 16 (2014-2017)
- Polonia Bytom / Zryw Ruda Śląska do lat 16 (2016/2017)
- Polonia Bytom do lat 18 (2014-2017)
- Polonia Bytom / Zryw Ruda Śląska do lat 18 (2017/2018)
- Polonia Bytom do lat 20 (2017-2019)
- SMS PZHL Katowice do lat 18 (2017-2018)
- SMS PZHL Katowice do lat 20 (2018-2019)
- PZHL U23 (2018/2019)
- Polonia Bytom (2018/2019)
- Cracovia (2019-2022)
  -  MKS Cracovia (2019-2022)
  -  Cracovia do lat 20 (2019/2020)
  -  PZHL U23 (2019/2020)
- Polonia Bytom (2022-)

Wychowanek klubu RTH Zryw Ruda Śląska. Karierę rozwijał w zespołach juniorskich Polonii Bytom do 2019. W sezonie Polskiej Hokej Ligi 2018/2019 rozegrał jedno spotkanie w seniorskiej drużynie Polonii Bytom. Latem 2019 podpisał trzyletni kontrakt z Cracovią. Przed sezonem 2022/2023 został zawodnikiem seniorskiej drużyny macierzystego klubu Polonii Bytom.
W barwach reprezentacji Polski do lat 18 uczestniczył w turnieju mistrzostw świata juniorów do lat 18 edycji 2019 (Dywizja IIA).

## Sukcesy
Reprezentacyjne
- Awans do mistrzostw świata juniorów do lat 18 Dywizji I Grupy B: 2019[4]

Klubowe
- Brązowy medal Ogólnopolskiej Olimpiady Młodzieży: 2019 z TMH Polonia Bytom / RTH Zryw Ruda Śląska
- Srebrny medal mistrzostw Polski: 2021 z Cracovią
- Puchar Polski: 2021 z Cracovią
- Puchar Kontynentalny: 2022 z Cracovią

Indywidualne
- Turniej finałowy Ogólnopolskiej Olimpiady Młodzieży 2019: najlepszy napastnik turnieju[5]